# Уилер, Эд (бейсболист, 1878)
Эдвард Лерой Уилер (англ. Edward Leroy Wheeler, 15 июня 1878, Шерман, Мичиган — 15 августа 1960, Форт-Уэрт, Техас) — американский бейсболист и тренер. Выступал на позициях шортстопа, игрока второй и третьей баз. В сезоне 1902 года играл в составе клуба Главной лиги бейсбола «Бруклин Супербас».

## Биография
Эдвард Уилер родился 15 июня 1878 года в Шермане, небольшом городе близ Траверс-Сити. Он был одним из одиннадцати детей в семье уроженцев Нью-Йорка Эдгара и Мелиссы Уилер. Во время Гражданской войны Эдгар Уилер служил рядовым 105-го пехотного полка, участвовал в одном из сражений при Булл-Ране. После войны он управлял фермой, занимался бизнесом и занимал пост казначея округа Уэксфорд.
Бейсбольную карьеру Уилер начал в 1896 году в составе полупрофессиональной команды «Мичиган Растлерс» из Траверс-Сити, бывшей одной из сильнейших в штате. В 1898 году он подписал контракт с клубом «Гранд-Рапидс Кэбинет Мейкерс», а следующий сезон провёл в Массачусетсе, играя в Лиге Новой Англии. В начале сезона 1900 года он провёл несколько матчей в составе команды Западной лиги «Детройт Тайгерс».
В 1900 и 1901 годах Уилер выступал за клуб из Дейтона в чемпионате Западной ассоциации. В сентябре 1901 год он и ряд других ведущих игроков лиги получили предложения контрактов от Чарлза Эббетса, владельца команды «Бруклин Супербас». Уилер отклонил его, посчитав компенсацию, которую был готов заплатить Эббетс, недостаточной. Сезон он доиграл в составе «Колорадо-Спрингз Миллионерс», а зимой всё же договорился с «Бруклином».
Весной 1902 года на сборах он смог произвести впечатление на главного тренера «Супербас» Неда Хэнлона и вошёл в основной состав. Десятого мая Уилер дебютировал в Главной лиге бейсбола, выйдя на замену в девятом иннинге матча против «Питтсбурга». Позже он заменил в стартовом составе дисквалифицированного шортстопа Билла Далена и в двух первых матчах допустил шесть ошибок. После этого Хэнлон перевёл Уилера на более привычную позицию на третьей базе. На бите он тоже действовал неудачно, завершив чемпионат с показателем отбивания 12,5 %. В тридцати сыгранных матчах он выбил всего двенадцать синглов. Сезон 1902 года остался для Уилера единственным в лиге.
В межсезонье Уилер подписал контракт с командой Американской ассоциации «Сент-Пол Сэйнтс», в составе которой он провёл четыре сезона с 1903 по 1906 год и выиграл два чемпионских титула. В зимний период он работал в универмаге, принадлежавшим владельцу «Сэйнтс» Джорджу Леннону. В тот период Уилер увлёкся модной одеждой. На выездные матчи он брал с собой несколько чемоданов с костюмами и обувью, получив прозвище «Бейсбольный Бо Браммелл».
В 1907 году Уилер в качестве играющего тренера привёл к первому месту в лиге команду «Денвер Гриззлиз». В последующее межсезонье ходили слухи, что его отец Эдгар Уилер выкупит клуб из Гранд-Рапидса и назначит сына главным тренером, но сделка сорвалась. Сезон 1908 года он снова отыграл в составе «Сэйнтс», а после его завершения был обменян в «Миннеаполис Миллерс». Уилер сам выкупил свой контракт и подписал соглашение с клубом Южной ассоциации «Мемфис Тертлс», отыграв в его составе один сезон.
Перед началом сезона 1910 года Уилер стал совладельцем и играющим тренером клуба «Саут-Бенд Бронкос» и, несмотря на уход ведущих игроков, привёл его к победе в Центральной лиге. По условиям соглашения с другим собственником Бертом Эннисом, он получал полную свободу действий в отношении команды. После завершения сезона Уилер объявил себя свободным агентом и отказался от доли в команде. Эннис с этим не согласился, требуя компенсацию за расторжение контракта. Спор разрешился в феврале 1911 года выплатой суммы в размере 417 долларов 50 центов. После этого он заключил трёхлетний контракт с командой из Терре-Хота, но подал в отставку с поста тренера спустя несколько месяцев. В последующие несколько лет Уилер играл и тренировал в различных командах младших лиг, заработав репутацию специалиста, умевшего извлекать максимум из имеющихся в его распоряжении игроков.
Карьеру в бейсболе Уилер завершил в 1917 году. После этого он работал коммивояжером и торговым представителем. Со своей супругой Эдит он жил в Гранд-Рапидсе, Толидо и Форт-Уэрте.
Эд Уилер скончался 15 августа 1960 года в больнице Форт-Уэрта после непродолжительной болезни.